# 希土類元素
| 21 | Sc | スカンジウム   |                   |
| 39 | Y  | イットリウム   |                   |
| 57 | La | ランタン       | ラ ン タ ノ イ ド |
| 58 | Ce | セリウム       | ラ ン タ ノ イ ド |
| 59 | Pr | プラセオジム   | ラ ン タ ノ イ ド |
| 60 | Nd | ネオジム       | ラ ン タ ノ イ ド |
| 61 | Pm | プロメチウム   | ラ ン タ ノ イ ド |
| 62 | Sm | サマリウム     | ラ ン タ ノ イ ド |
| 63 | Eu | ユウロピウム   | ラ ン タ ノ イ ド |
| 64 | Gd | ガドリニウム   | ラ ン タ ノ イ ド |
| 65 | Tb | テルビウム     | ラ ン タ ノ イ ド |
| 66 | Dy | ジスプロシウム | ラ ン タ ノ イ ド |
| 67 | Ho | ホルミウム     | ラ ン タ ノ イ ド |
| 68 | Er | エルビウム     | ラ ン タ ノ イ ド |
| 69 | Tm | ツリウム       | ラ ン タ ノ イ ド |
| 70 | Yb | イッテルビウム | ラ ン タ ノ イ ド |
| 71 | Lu | ルテチウム     | ラ ン タ ノ イ ド |

希土類元素（きどるいげんそ、英: rare-earth elements・REE）またはレアアースは、31鉱種あるレアメタルの中の1鉱種で、スカンジウム 21Sc、イットリウム 39Yの2元素と、ランタン 57La からルテチウム 71Lu までの15元素（ランタノイド）の計17元素の総称である（元素記号の左下は原子番号）。周期表の位置では、第3族のうちアクチノイドを除く第4周期から第6周期までの元素を包含する。なお、希土類・希土と略しており、かつて稀土類・稀土とも書き、それらは英語名の直訳であり、比較的希な鉱物から得られた酸化物から分離されたことに由来している。

## 概要
希土類元素は化学的性質が互いによく似ている。性質を若干異にするスカンジウムおよび天然に存在しないプロメチウム以外の元素は、ゼノタイムやイオン吸着鉱などの同じ鉱石中に相伴って産出し、単体として分離することが難しい。そのため、混合物であるミッシュメタルとして利用されることも多い。
「希」の名がつくものの、金や銀などの貴金属に比べて地殻に存在する割合は高く、特にセリウム 58Ceは銅に匹敵するほどの量が存在する。しかし、単独の元素を分離精製することが難しく、流通価格が貴金属並みに高価となることがある。この意味で2012年現在でも希少（英: rare）な元素であり、レアメタルに分類される。ただし、アメリカ地質調査所によれば、レアアースの世界の埋蔵量はおよそ9900万トンであり、全世界の年間消費量約15万トンから比較すれば、資源の枯渇はあまり危惧されていない。
温泉にも微量のレアアースが含まれているものがある。強酸性の玉川温泉からはジスプロシウムやユーロピウムなど14種類のレアアースが含まれていることが確認されている。
スカンジウムを除く、イットリウム及び希土類元素を主成分とする希土類鉱物は、同形鉱物に共通の根幹名（ルートネーム、root name）とハイフンで繋いで括弧内に最卓越（predominant）した希土類元素の元素記号を配する命名規約（レビンソン則、Levinson rule）に基づき命名される。ただし、日本語では最卓越した元素を冒頭に持ってくるのが一般的である。ガドリン石を例に挙げると、セリウムが卓越した"gadolinite-(Ce)"とイットリウムが卓越した"gadolinite-(Y)"は、それぞれ「セリウムガドリン石」、「イットリウムガドリン石」と表記される。ただし、「ランタンランタン石（Lanthanite-(La)）」などのように、鉱石名に元素名が入っていると表記が重複して煩雑になる問題がある。

## 分類
希土類元素のうちスカンジウムとイットリウム以外の 15元素はランタノイドである。ランタノイドの中で、Gdよりも原子量が小さい元素 (La-Eu) を軽希土類元素（英: light rare-earth element、LREE）、重い元素 (Gd-Lu) を重希土類元素（英: heavy rare-earth element、HREE）と呼ぶ。また、中間のものを中希土類と呼ぶこともある。
元素ごとに分離されたものを分離希土、分離されていないものを混合希土（ミッシュメタル）と呼ぶ。

## 用途
希土類元素を含む材料は、以下の2つに分けて考えられる。
- 4f電子に基づく物性を利用している材料

発光材料、磁性体など
- イオン半径や電荷など希土類独特の化学的性質を用いる材料

触媒、固体電解質、酸化物高温超伝導体、水素吸蔵合金、発光材料の母結晶など
レアアースは蓄電池や発光ダイオード、磁石などのエレクトロニクス製品の性能向上に必要不可欠な材料である。希土類元素、特にランタノイドは電子配置が通常の元素とは異なるために物理的に特異な性質を示す。水素吸蔵合金、二次電池原料、光学ガラス、強力な希土類磁石、蛍光体、研磨材などの材料となる。マグネシウム合金に微量添加することで機械的特性を向上する。
| 用途             | 21 Sc | 39 Y | 57 La | 58 Ce | 59 Pr | 60 Nd | 61 Pm | 62 Sm | 63 Eu | 64 Gd | 65 Tb | 66 Dy | 67 Ho | 68 Er | 69 Tm | 70 Yb | 備考               |
| ---------------- | ----- | ---- | ----- | ----- | ----- | ----- | ----- | ----- | ----- | ----- | ----- | ----- | ----- | ----- | ----- | ----- | ------------------ |
| 磁石・磁性体材料 |       |      |       |       |       | ◎     |       | ◎     |       | ○     | ○     | ○     |       |       |       |       | 不対電子を持つもの |
| 光ディスク       |       |      |       |       |       |       |       |       |       | ○     | ○     | ○     |       |       |       |       |                    |
| 光磁気ディスク   |       |      |       |       |       |       |       |       |       |       | ○     |       |       |       |       |       |                    |
| 蛍光体           |       | ○    |       | ○     |       |       |       |       | ○     |       | ○     |       |       |       |       |       | Eu:赤, Tb:緑, Y:赤 |
| レーザー         |       | ○    |       |       | ○     | ○     |       |       |       |       |       |       | ○     | ○     | ○     | ○     |                    |
| 光ファイバ増幅器 |       |      |       |       |       |       |       |       |       |       |       |       |       | ○     | ○     |       |                    |
| コンデンサ       |       | ○    | ○     |       |       | ○     |       |       |       |       |       |       |       |       |       |       |                    |
| 水素吸蔵合金     |       |      | ○     |       |       |       |       |       |       |       |       |       |       |       |       |       |                    |
| 超伝導材料       |       | ○    |       |       |       | ○     |       |       |       | ○     |       |       |       |       |       |       | 高温超電導         |
| 光学ガラス       |       | ○    | ○     |       |       |       |       |       |       |       |       |       |       |       |       |       | 高屈折率、低分散   |

### 具体的用途
- 超強力磁石の磁性体（モーター、バイブレータ、マイク、スピーカーなど）
  - ネオジム磁石、ネオジムボンド磁石：ネオジム、ジスプロシウム（添加剤）
  - サマリウムコバルト磁石：サマリウム
  - プラセオジム磁石：プラセオジム
- ガラス基板研磨剤（ディスプレイ、HDDなど）
  - 酸化セリウム系研磨材：セリウム
- 蛍光体（照明、ディスプレイなど）
  - ブラウン管、蛍光灯、水銀灯、CCFL、プラズマディスプレイ：イットリウム、テルビウム、ユウロピウム、ランタン、セリウム、ガドリニウム
  - メタルハライドランプ
    - ScI3-NaI-Hg-Xe封入：スカンジウム[8]

  - LED
    - YAG蛍光体：イットリウム、セリウム（付活剤）[9]
    - シリケート系蛍光体：ユウロピウム（付活剤）[9]
- 光ディスク（書き換え可能タイプ）の記録層（DVD、CD、Blu-ray Disc）
- 光磁気ディスクの磁性層（MO、MD）
  - テルビウム-鉄-コバルト合金：テルビウム
- プリンターの印字ヘッド
  - 鉄-ジスプロシウム-テルビウム合金：ジスプロシウム、テルビウム
- 石油精製触媒、自動車用排気ガス浄化触媒：セリウム
- レーザー（チタンサファイアレーザーなど）
  - YAGレーザ、YVO4レーザー、YLFレーザー：イットリウム、ネオジム（ドープ材）
- 原子力産業（制御棒、核燃料添加剤など）：ハフニウム、ガドリニウム
- 発火合金（ライターの火打ち石など）
  - アウアー合金：セリウム、ランタン、ネオジム、プラセオジムなど
- 光学ガラス（望遠鏡、顕微鏡、カメラ、プリズムなど）：ランタン、ガドリニウム
- ニッケル・水素充電池：ミッシュメタル
- スカンジウムアルミ合金: スカンジウム

### 削減・リサイクル技術
- 添加剤の拡散最適化による削減
- 酸化セリウム系研磨剤の再利用
- 蛍光灯などに使われた蛍光粉の回収[10]
- エアコンや洗濯機、ハイブリッド車などからのレアアース磁石回収[11][12]
- ハイブリッド車のニッケル・水素充電池からのミッシュメタル回収[12]
- 永久磁石を用いないモーターの使用 (スイッチトリラクタンスモータ)

## 産地

### 産地

世界のレアアース産出量 1950年 - 2000年
（アメリカ合衆国内務省地質調査所のデータより作成）

レアアースの地上の産地は偏在しているが、2009年時点では、コストの問題から埋蔵量における割合が3割の中国（内モンゴル）が世界の産出量（推定12.4万トン/年）の97%以上を占め独占的な地位を確保していた。その後は中国以外からの調達が進んでいる（詳細後述）。
- カザフスタン 住友商事および東芝がそれぞれ採掘を目指していたが、2017年現在採掘実績なし。住商は合弁を解消し撤退している[15][16]。
- インド（豊田通商） Indian RE 2013年から日本へ輸出。
- ベトナム Dong Pao（豊田通商、双日）2013年から日本へ輸出。
- オーストラリア Duddo 2013年から日本へ輸出。
- オーストラリア（双日） Mount Weld 2013年から日本へ輸出。
- オーストラリア Nolan's Bore 2014年生産開始。
- オーストラリアオリンピックダム
- オーストラリアEneabba
- 南アフリカ共和国 Steenkampskraal 2012年生産開始。
- アメリカ合衆国 Mountain Pass 2012年生産開始。
- カナダ ノースウェスト準州トーア・レーク (Thor Lake) 2014年生産開始。
- カナダ サスカチュワン州ホイダス・レーク (Hoidas Lake) 2014年生産開始。
- アメリカ合衆国 マウンテンパス
- グリーンランド Kvanefjeld 2014年生産開始。
- オーストラリア Nolan's Bore 2014年生産開始。
- ロシア ムルマンスク州ロヴォゼロ鉱床[17]

2013年3月、海洋研究開発機構と東京大学の研究チームは南鳥島沖の水深5800mの海底の堆積物を分析したところ、高濃度でレアアースが含まれる堆積物（レアアース泥）を発見。日本のマンガン鉱床に花崗岩を上回る割合で希土類元素が含有されていることが判明した。また、火力発電所などの集塵機で回収される石炭や石油の灰にも含まれているため、今後の利用促進が予測される。また、海底のマンガンノジュールやコバルトリッチクラスト、熱水鉱床などの海洋資源も供給源として検討されている。米国ではカリフォルニアの鉱床で希土類元素採掘が再開される見込みがある。
2018年4月、早稲田大学の高谷雄太郎講師と東京大学の加藤泰浩教授らの研究チームは、日本の最東端にある南鳥島（東京都）周辺の海底下にあるレアアース（希土類）の資源量が世界の消費量の数百年分に相当する1600万トン超に達することを明らかにした。
研究チームは、南鳥島の南方にある約2500平方キロメートルの海域で海底のサンプルを25か所で採集し、レアアースの濃度を分析した。その結果、ハイブリッド車などの強力な磁石に使うジスプロシウムは世界需要の730年分、レーザーなどに使うイットリウムは780年分に相当した。
研究チームはまたレアアースを効率的に回収する技術も確立した。レアアースを高い濃度で含む生物の歯や骨を構成するリン酸カルシウムに着目。遠心力を使って分離したところ、濃度は2.6倍に高められた。これは中国の陸上にある鉱床の20倍に相当する濃度となる。
ジスプロシウム (Dy) やテルビウム (Tb) の重希土類は、中国南部のイオン吸着型鉱床と呼ばれる特殊な風化鉱床でしか生産されていなかった。今後、需要が増加すると見られるハイブリッドカーや電気自動車用の高出力モーターの磁石にジスプロシウム (Dy) とテルビウム (Tb) を添加することで保磁力が高まるため、重希土類の不足が懸念されていた。しかし2012年11月にカザフスタンの重希土類の精製施設が開所したことで、初の中国以外の重希土類生産場となった。

### 中国依存の問題
中国の鄧小平は1992年の南巡講話で「中東には石油があるが、中国にはレアアースがある。中国はレアアースで優位性を発揮できるだろう」（中東有石油、中国有稀土、一定把我国稀土的優勢発揮出来）と述べ、レアアースの戦略的価値を重視する路線を決定づけた。当時世界のレアアース埋蔵量の85％が中国に存在したとされる。1980年代から「中国希土類化学の父」と呼ばれる徐光憲の貢献や政府の863計画によって希土類の研究開発が推し進められ、上流工程から下流工程まで担う中国はレアアース関連で他国をあわせた数の2倍もの特許を取得した。貴重な外貨獲得源として希土類鉱山の採掘にも力を注ぎ、希土類市場は供給過剰に伴う価格下落によってコスト面で採算が釣り合わなくなった中国以外の国の希土類鉱山は次々と閉山し、特にテルビウムやジスプロシウムなどの重希土類の生産は、中国一国に限られることになった。これにより、2000年代後半のレアアースの産出量の95%以上は中国のバヤンオボー鉱床とイオン吸着型鉱床により偏在するようになり、政治的リスクを負うようになっていた。2010年代に入るころには中国は産地としてだけでなく、その加工技術でも優位に立つことで世界の9割も供給する独占的な地位を手に入れることになった。いわば、中東諸国が世界のほとんどの原油を保有しているだけでなく精製する市場もほぼ独占したようなことに近いとも評された。
ここまで生産が中国に集中する事になった原因の1つは、その生産コストの低さもある。これは単純に賃金水準が安いということもあるが、レアアース鉱の特性上、中国以外では管理コストが高騰してしまうという事情がある。レアアースには放射能物質のトリウムが含まれているため、その取扱や後処理に多額のコストがかかるのである。この点中国は、労働者の保護や後処理を他国ほど厳密に行わないため、低コストで生産することができる。
中国政府は、2006年に国土資源部が希土類を対象とした資源保護計画を発表し、2010年7月に商務部が輸出枠大幅削減方針を発表するなど、レアアースの資源保護政策に転換した。これは、先進各国が自国の埋蔵量を温存したまま、中国のレアアースを安く買っていることの中国側の対応と見られている。これに伴い希土類の価格が急激に上昇した。たとえば、ジスプロシウムの価格は2005年には1 kgあたり50ドル（USドル）程度であったが、2010年初頭には1 kgあたり160ドル、2010年6月末時点で400ドルに高騰した。
民生用から軍事用の製品にまでレアアースは幅広く利用され、レアアースを中国に頼るチャイナリスクは、2010年9月に発生した尖閣諸島中国漁船衝突事件後に、資源ナショナリズムに基づいて中国政府がレアアースの日本への通関を意図的に遅滞させる事で、レアアースの事実上の対日禁輸措置に踏み切ったことで顕在化した。これを契機に、特にレアアースの工業的寄与が大きい日本では、レアアースの対中依存に対する危機感が高まり、官民を挙げて「元素戦略」と銘打った対応が図られている。例えば政府系機関や民間企業は、レアアースを使用しないか削減してもレアアースを使用する製品と同等の性能が発揮できる製品の開発や
、レアアースのリサイクル技術の開発を加速させ、レアアースの備蓄を増進し
、必要なレアアースについては中国以外からの分散調達を加速させた。この結果、2012年上半期には早くも日本の対中レアアース依存度が50%以下となり、中国のレアアースの輸出量と輸出価格が急落した。
価格はピーク時の5分の1に下がった。日本はインドの漂砂、ベトナム北部のカーボナタイト、カザフスタンのウラン鉱床残渣、オーストラリアのカーボナタイトなど代替地の権益の確保を始めた。またEEZ内の海底鉱物資源の探査も加速しており、2012年6月28日に東京大学のグループが南鳥島付近の海底5600mで日本で消費する約230年分に相当するジスプロシウムがあると推定されると発表したこと、今後は掘削技術を提供している三井海洋開発と共同で深海底からの泥の回収技術の開発を目指すことを発表した。
また、アメリカとの協同調査ではインド洋の海底に高濃度のレアアースを含む泥が発見され、陸地では偏在しているものが海底では広範に存在する可能性が示唆されたが、高深度のものは商業採掘が困難であるという問題もあった。
しかし、財務省貿易統計によると、HSコード2805.30と28.46をレアアースとした場合、2014年の通年ベースで日本はレアアースの輸入の6割を中国に依存している。代替供給先を確保できたのは主に軽希土類であり、希少価値の高い重希土類は中国南部に広く分布するイオン吸着型鉱床と呼ばれる風化花崗岩に依存している。
重希土類（イットリウム、ジスプロシウムなど）は、2013年の時点の三菱UFJリサーチ&コンサルティングの推計によると商業生産の95%以上を中国が行っており、当然輸入も中国に依存している。また軽希土類の採掘する鉱山から主に出てくるのは使用量の激減したセリウムであり、採算を維持するためには同時に採掘するネオジムやランタンの価格を上げるか採掘量全体を削減する必要がある。また、日本企業は中国に工場を置くことで対中輸入を減らしていた。
2015年に日米欧からの提訴を受けて世界貿易機関（WTO）が協定違反と断じたことにより、中国はレアアースとタングステンとモリブデンに賦課している「輸出税」と「輸出数量制限」を廃止した。
2016年2月にアメリカの政府監査院（GAO）はアメリカ国内のレアアースのサプライチェーン再構築に15年を要するとしており、中国を除くレアアース鉱床は全てレアアース関連の特許を保有する中国で加工しているために中国が禁輸すればほぼ全てのコンピュータ、スマートフォン、自動車、航空機などのラインやNATOの兵器システムに影響を与えるとされる。2015年にレアアースのアメリカ最大手モリコープが破綻しており、2017年には中国に超される1980年代まで世界最大のレアアース生産量を誇っていたアメリカ唯一のレアアース鉱山マウンテンパス鉱山は米投資ファンドと中国の盛和資源による米中企業コンソーシアムに買収された。
2018年からの米中貿易戦争では、同年7月にアメリカが関税リストの草案に中国のレアアースを盛り込んで注目されたが、同年9月の関税発動の際には対象から外した。同年8月に成立した2019年度国防権限法で米国防総省が中国、北朝鮮、イラン、ロシアといったアメリカと対立する国からレアアースを購入することを禁止し、同年10月には米国防総省は米国の軍需産業が中国のレアアースに依存しているチャイナリスクに警鐘を鳴らした。2019年5月に米中の貿易摩擦の激化で中国からのほぼ全輸入品が関税対象にリストアップされた際も中国は世界の7割から9割を生産して米国が8割超も中国からの輸入に依存していることから外され、これに対して中国の国家発展改革委員会が米軍需産業を標的にしたレアアースの輸出規制を示唆したことを受け、戦闘機やミサイルなどの軍用品まで使われているレアアースの対中依存を国内生産で軽減すべきとして米国防総省は連邦政府に資金拠出を要請し、米軍はマンハッタン計画以来のレアアース生産への投資を計画することとなり、2020年9月30日にトランプ米国大統領はレアアースの対中依存を見直すよう命じる大統領令に署名した。また、トランプ大統領はデンマークからのグリーンランドの購入に意欲を示していた。背景には世界最大のレアアースの未開発鉱床であるクベーンフェルドの権益をめぐる米中の対立があるとされた。中国系企業のグリーンランド・ミネラルズによるレアアース開発は2021年グリーランド総選挙の争点となり、1979年以来の政権与党で開発推進派のシウムート党が敗北する結果となった。2025年に再燃した貿易摩擦でも中国が行ったレアアースの輸出規制が依然中国に依存するアメリカとの交渉に大きな影響を与え、米国防総省はアメリカで唯一レアアースを採掘するMPマテリアルズの株式で中華人民共和国自然資源部が所有する盛和資源を上回る筆頭株主となった。